# Dypsis rivularis
Espèce
Synonymes
- Chrysalidocarpus rivularis Jum. & H. Perrier[2] [3]
- Chrysalidocarpus rivularis Jum. & H.Perrier[1]

Statut de conservation UICN

 EN B2ab(ii,iii,v); C2a(i); D : En danger
Dypsis rivularis est une espèce de plantes de la famille des Arecaceae.

## Publication originale
- Palms of Madagascar 232. 1995.